# Zack & Pack
Zack & Pack ist ein 2008 im Kosmos-Verlag erschienenes Spiel von Bernd Eisenstein für 3 bis 6 Spieler mit Grafiken von Michael Menzel und Illustrationen von Pohl & Rick. Das Spiel wurde u. a. auch in Englisch (Pack & Stack), Finnisch (Zak Pak!), Griechisch (H ΜΕΤΑΚΟΜΙΣΗ), Niederländisch (Gepakt & Gezakt) und Russisch (Грузи и Вези) veröffentlicht.

## Inhalt
- 30 Lkw-Karten:
  - 9 Lkws für eine Ladeebene
  - 10 Lkws für zwein Ladeebenen
  - 6 Lkws für drei Ladeebenen
  - 5 Lkws für vier Ladeebenen
- 5 Würfel mit unterschiedlichen Werten, je einer in den Farben braun (0,1,1,2,2,3), grau (0,1,2,2,3,4) grün (0,0,1,1,2,2), violett (0,0,1,1,2,2) und weiß (1,1,2,3,4,5)
- 64 Punktechips:
  - 16× Wert 1
  - 12× Wert 2
  - 10× Wert 5
  - 20× Wert 10
  - 6× Wert 50
- 96 quaderförmige Holzteile
  - 30× Länge 1 (weiß)
  - 24× Länge 2 (grau)
  - 18× Länge 3 (braun)
  - 12× Länge 4 (grün)
  - 12× Länge 5 (violett)
- Spielanleitung (2 Seiten)

## Beschreibung
Die Spieler schlüpfen in die Rolle von Fuhrunternehmern, die möglichst lukrativ ihre Lkws beladen wollen. Jeder Spieler startet mit Punktechips im Wert von 75. Zu Beginn jeder Runde würfelt jeder Spieler einmal mit den 5 Würfeln und nimmt sich die entsprechende Anzahl Holzteile vom Vorrat, z. B. 2 Stäbe der Länge 5 wenn der violette Würfel die Augenzahl 2 zeigt. Jeder Spieler erhält eine (5 und 6 Spieler) oder zwei (3 und 4 Spieler) verdeckte LKW-Karten vom Stapel und legt sie verdeckt vor sich ab. Auf das Kommando „Zack & Pack“ drehen alle gleichzeitig ihre Lkw-Karten um, so dass die Ladefläche zu sehen ist. Nun nehmen sich alle Spieler möglichst schnell eine Lkw-Karte, die vor einem anderen Spieler liegt auf dem ihre Ladung am besten zu verstauen ist. Der Spieler, der als letzter übrig bleibt muss eine Karte vom verdeckten Nachziehstapel nehmen. Dies ist auch freiwillig möglich. Nun versuchen alle Spieler ihre Ladung so auf dem Lkw unterzubringen, dass die maximale Höhe nicht überschritten wird. Diese kann 1 bis 4 Lagen betragen und ist auf der Lkw-Karte angegeben. Anschließend werden die Punkte ermittelt:
- Für jedes 1er Teil, das noch passen würde muss er einen Punktechip an die Kasse abgeben.
- Für jedes Teil, das nicht untergebracht werden konnte, müssen entsprechend seiner Länge 2 Punktechips abgegeben werden, also 6 Punkte für ein Holzteil der Länge 3.
- Wer die wenigsten Punktechips abgeben musste, erhält 10 Punkte aus der Kasse.

Nach jeder Runde geben die Spieler die Holzteile zurück in den Vorrat. Das Spiel endet, sobald ein Spieler keine Punktechips mehr hat. Wer dann noch die meisten Punktechips hat, ist der beste Fuhrunternehmer und Gewinner des Spieles.

## Varianten
In der Spielbox-Ausgabe 4/09 wurde in der Rubrik „Besser spielen“ die Variante „Für zwei Möbelträger“ veröffentlicht.

## Auszeichnungen
- 2009: Spiel des Jahres – Empfehlungsliste
- 2009: Nominiert für den Niederländischen Preis Speelgoed van het Jaar in der Kategorie 8 bis 12 Jahre.
- 2009: nominiert für den norwegischen Preis Årets Spill in der Kategorie „Familienspiel und leichtere Strategiespiele“ (Familiespill og lettere strategispill)
- 2010: Nominiert für den Boardgames Australia Award als bestes Internationales Spiel

## Spielkritiken
- Spielbox Ausgabe 5/08: „Wenn jeder Kubikmillimeter zählt“